# Dudley FitzGerald-de Ros, XXIII barone de Ros
Dudley Charles FitzGerald-de Ros, XXIV barone de Ros (Brighton, 11 marzo 1827 – contea di Down, 29 aprile 1907) è stato un generale inglese.

## Biografia
Era il figlio di William FitzGerald-de Ros, XXIII barone de Ros, e di sua moglie, Lady Georgiana Lennox, figlia di Charles Lennox, IV duca di Richmond.

## Carriera
Intraprese la carriera militare con il grado di cornetta, come sottotenente nel 1° Life Guards il 7 febbraio 1845, succedendo al visconte Seaham, e come tenente il 5 maggio 1848.
Fu promosso a capitano il 31 ottobre 1851, succedendo a Thomas Myddelton Biddulph, il 30 agosto 1859 a maggiore e a tenente colonnello al ritiro di James McGarel-Hogg.
Il 30 agosto 1864 fu promosso a colonnello e si ritirò il 29 maggio 1872.
Era stato lo scudiero del Principe Consorte (1853-1861) e poi della regina Vittoria (1861-1874). Era rappresentante del partito conservatore e Lord-in-Waiting (1874-1880, 1885-1886 e 1886-1892).

## Matrimoni

### Primo Matrimonio
Sposò, il 12 ottobre 1853, Lady Elizabeth Egerton (5 luglio 1832-14 marzo 1892), figlia di Thomas Egerton, II conte di Wilton. Ebbero una figlia:
- Mary Frances FitzGerald-de Ros, baronessa de Ros di Helmsley (31 luglio 1854-4 maggio 1939)

### Secondo Matrimonio
Sposò, il 14 gennaio 1896, Mary Geraldine Mahon (1859-28 dicembre 1921), figlia di Sir William Mahon, IV Baronetto. Non ebbero figli.

## Morte
Morì il 29 aprile 1907, all'età di 80 anni.

## Ascendenza
|                                                     |                   |                                                | Genitori                                       |  |  | Nonni |  |  | Bisnonni                                |  |  | Trisnonni                                   |  |
|                                                     |                   |                                                |                                                |  |  |       |  |  | 8. James FitzGerald, I duca di Leinster |  |  | 16. Robert FitzGerald, XIX conte di Kildare |  |
|                                                     |                   |                                                |                                                |  |  |       |  |  | 8. James FitzGerald, I duca di Leinster |  |  | 16. Robert FitzGerald, XIX conte di Kildare |  |
|                                                     |                   | 17. Mary O'Brien                               |                                                |  |  |       |  |  | 8. James FitzGerald, I duca di Leinster |  |  |                                             |  |
| 4. Henry FitzGerald                                 |                   |                                                |                                                |  |  |       |  |  | 8. James FitzGerald, I duca di Leinster |  |  |                                             |  |
|                                                     |                   | 9. Emily Lennox                                | 18. Charles Lennox, II duca di Richmond        |  |  |       |  |  |                                         |  |  |                                             |  |
|                                                     |                   | 9. Emily Lennox                                | 18. Charles Lennox, II duca di Richmond        |  |  |       |  |  |                                         |  |  |                                             |  |
|                                                     |                   | 9. Emily Lennox                                | 19. Sarah Cadogan                              |  |  |       |  |  |                                         |  |  |                                             |  |
| 2. William FitzGerald-de Ros, XXIII barone de Ros   |                   | 9. Emily Lennox                                |                                                |  |  |       |  |  |                                         |  |  |                                             |  |
|                                                     |                   | 10. Robert Boyle-Walsingham                    | 20. Henry Boyle, I conte di Shannon            |  |  |       |  |  |                                         |  |  |                                             |  |
|                                                     |                   | 10. Robert Boyle-Walsingham                    | 20. Henry Boyle, I conte di Shannon            |  |  |       |  |  |                                         |  |  |                                             |  |
|                                                     |                   | 10. Robert Boyle-Walsingham                    | 21. Henrietta Boyle                            |  |  |       |  |  |                                         |  |  |                                             |  |
| 5. Charlotte Boyle-Walsingham, XXI baronessa de Ros |                   | 10. Robert Boyle-Walsingham                    |                                                |  |  |       |  |  |                                         |  |  |                                             |  |
|                                                     |                   | 11. Charlotte Hanbury-Williams                 | 22. Charles Hanbury Williams                   |  |  |       |  |  |                                         |  |  |                                             |  |
|                                                     |                   | 11. Charlotte Hanbury-Williams                 | 22. Charles Hanbury Williams                   |  |  |       |  |  |                                         |  |  |                                             |  |
|                                                     |                   | 11. Charlotte Hanbury-Williams                 | 23. Frances Coningsby                          |  |  |       |  |  |                                         |  |  |                                             |  |
| 1. Dudley FitzGerald-de Ros, XXIII barone de Ros    |                   | 11. Charlotte Hanbury-Williams                 |                                                |  |  |       |  |  |                                         |  |  |                                             |  |
|                                                     | 12. George Lennox | 24. Charles Lennox, II duca di Richmond (= 18) |                                                |  |  |       |  |  |                                         |  |  |                                             |  |
|                                                     | 12. George Lennox | 24. Charles Lennox, II duca di Richmond (= 18) |                                                |  |  |       |  |  |                                         |  |  |                                             |  |
|                                                     | 12. George Lennox | 25. Sarah Cadogan (= 19)                       |                                                |  |  |       |  |  |                                         |  |  |                                             |  |
| 6. Charles Lennox, IV duca di Richmond              | 12. George Lennox |                                                |                                                |  |  |       |  |  |                                         |  |  |                                             |  |
|                                                     |                   | 13. Louisa Kerr                                | 26. William Kerr, IV marchese di Lothian       |  |  |       |  |  |                                         |  |  |                                             |  |
|                                                     |                   | 13. Louisa Kerr                                | 26. William Kerr, IV marchese di Lothian       |  |  |       |  |  |                                         |  |  |                                             |  |
|                                                     |                   | 13. Louisa Kerr                                | 27. Caroline Darcy                             |  |  |       |  |  |                                         |  |  |                                             |  |
| 3. Georgiana Lennox                                 |                   | 13. Louisa Kerr                                |                                                |  |  |       |  |  |                                         |  |  |                                             |  |
|                                                     |                   | 14. Alexander Gordon, IV duca di Gordon        | 28. Cosmo Gordon, III duca di Gordon           |  |  |       |  |  |                                         |  |  |                                             |  |
|                                                     |                   | 14. Alexander Gordon, IV duca di Gordon        | 28. Cosmo Gordon, III duca di Gordon           |  |  |       |  |  |                                         |  |  |                                             |  |
|                                                     |                   | 14. Alexander Gordon, IV duca di Gordon        | 29. Catherine Gordon                           |  |  |       |  |  |                                         |  |  |                                             |  |
| 7. Charlotte Gordon                                 |                   | 14. Alexander Gordon, IV duca di Gordon        |                                                |  |  |       |  |  |                                         |  |  |                                             |  |
|                                                     |                   | 15. Jane Maxwell                               | 30. William Maxwell, III baronetto di Monreith |  |  |       |  |  |                                         |  |  |                                             |  |
|                                                     |                   | 15. Jane Maxwell                               | 30. William Maxwell, III baronetto di Monreith |  |  |       |  |  |                                         |  |  |                                             |  |
|                                                     |                   | 15. Jane Maxwell                               | 31. Magdalena Blair                            |  |  |       |  |  |                                         |  |  |                                             |  |
|                                                     |                   | 15. Jane Maxwell                               |                                                |  |  |       |  |  |                                         |  |  |                                             |  |